# Carl H. Eigenmann
Carl H. Eigenmann, född 9 mars 1863 i Oberderdingen i Landkreis Karlsruhe, död 24 april 1927 i San Diego i Kalifornien, var en tysk-amerikansk iktyolog som tillsammans med sin hustru Rosa Smith Eigenmann beskrev många arter av nord- och sydamerikanska fiskar.